# Saprinus politus
Saprinus politus är en skalbaggsart som först beskrevs av Nikolaus Joseph Brahm 1790.  Saprinus politus ingår i släktet Saprinus och familjen stumpbaggar.

## Underarter
Arten delas in i följande underarter:
- S. p. politus
- S. p. similis